# Dwanaście miesięcy (film 1956)
Dwanaście miesięcy / 12 miesięcy (ros. Двенадцать месяцев, Dwienadcat' miesiacew) – radziecki film animowany z 1956 roku powstały na podstawie bajki Samuiła Marszaka o tym samym tytule. Film jest opowieścią, o tym jak dwunastu braci miesięcy ratuje dziewczynkę od śmierci w lesie.

## Fabuła
Królewska córka pragnie, żeby następnego dnia nastąpił kwiecień i rozkwitły przebiśniegi. Profesor oznajmia jej, że jest to niemożliwe, ale królewna postanawia wydać dekret. Ogłasza w nim, że osoba, która uzbiera i przyniesie do pałacu koszyk pełen przebiśniegów, otrzyma koszyk pełen złota. Chciwa macocha chce, żeby jej pasierbica wypełniła wolę królewskiej córki, dlatego też wysyła ją do lasu. Dziewczyna spotyka tam grupę dwunastu braci. 

## Obsada (głosy)
- Tatjana Baryszewa jako macocha
- Julija Julskaja jako córka
- Ludmiła Kasatkina jako pasierbica
- Galina Nowożyłowa jako królowa
- Erast Garin jako profesor
- Aleksiej Gribow jako Grudzień
- Gieorgij Wicyn jako Luty

## Animatorzy
Tatjana Fiodorowa, Boris Miejerowicz, Fiodor Chitruk, Faina Jepifanowa, Władimir Krumin, Władimir Popow, Jelena Chłudowa, Konstantin Czikin, Boris Butakow, Nikołaj Fiodorow

## Wersja polska

### TV
W Polsce film był emitowany w TVP 1 w 1997 roku w wersji trzyczęściowej po około 20 minut pod nazwą 12 miesięcy w serii Opowieści z mojego dzieciństwa.

### DVD
Wersja wydana na DVD w serii: Michaił Barysznikow - bajki z mojego dzieciństwa: Dwanaście miesięcy i Śnieżynka (odcinek 7)
- W wersji polskiej udział wzięli: Hanna Kinder-Kiss i Adam Wnuczko
- Tłumaczenie: Maciej Rosłoń

Wersja wydana na DVD w serii: Bajki rosyjskie – kolekcja